# أيفيند نيلسن
أيفيند نيلسن (بالبوكمول: Eivind Nielsen) هو رسام ورسام توضيحي نرويجي، ولد في 18 يونيو 1864 في هاوغسوند في النرويج، وتوفي في 13 يوليو 1939 في أوسلو في النرويج.

## معرض صور

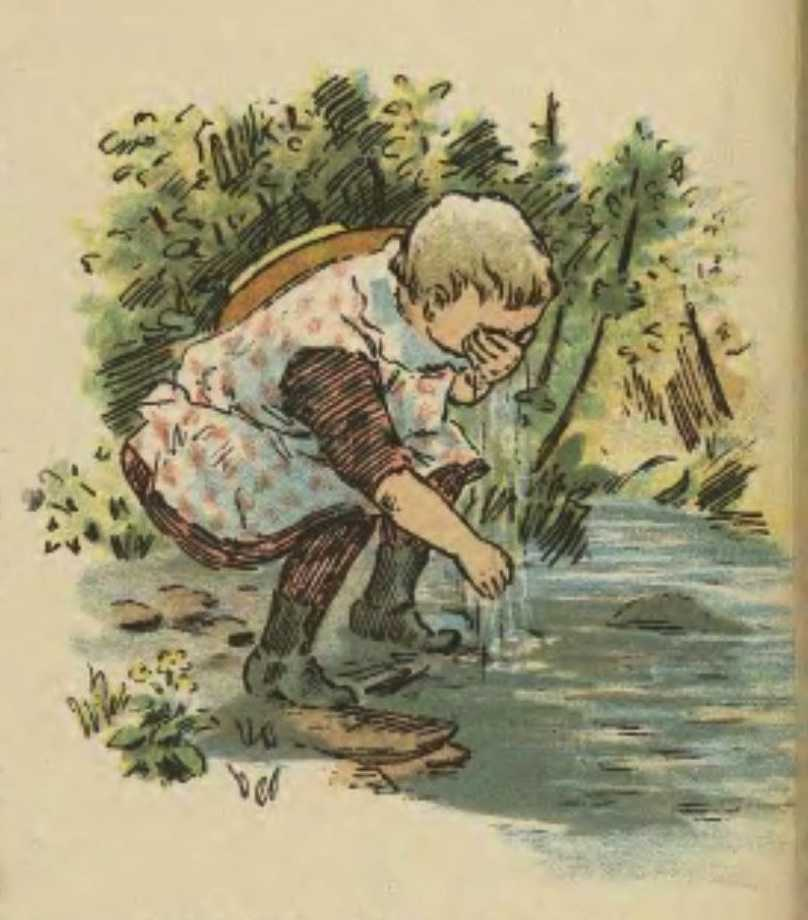
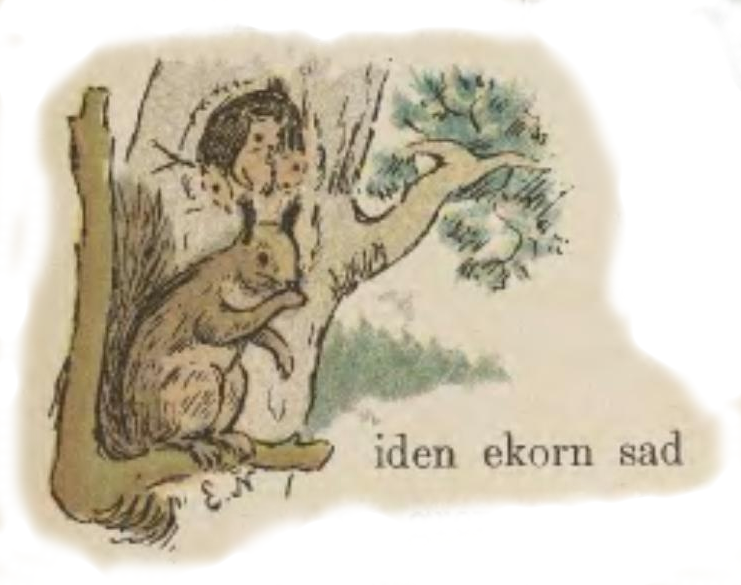
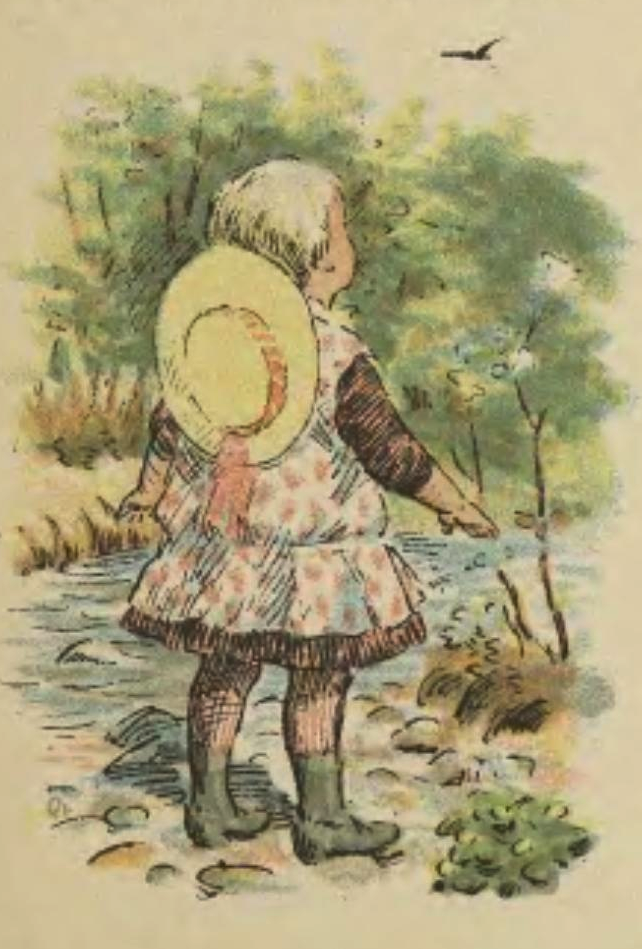
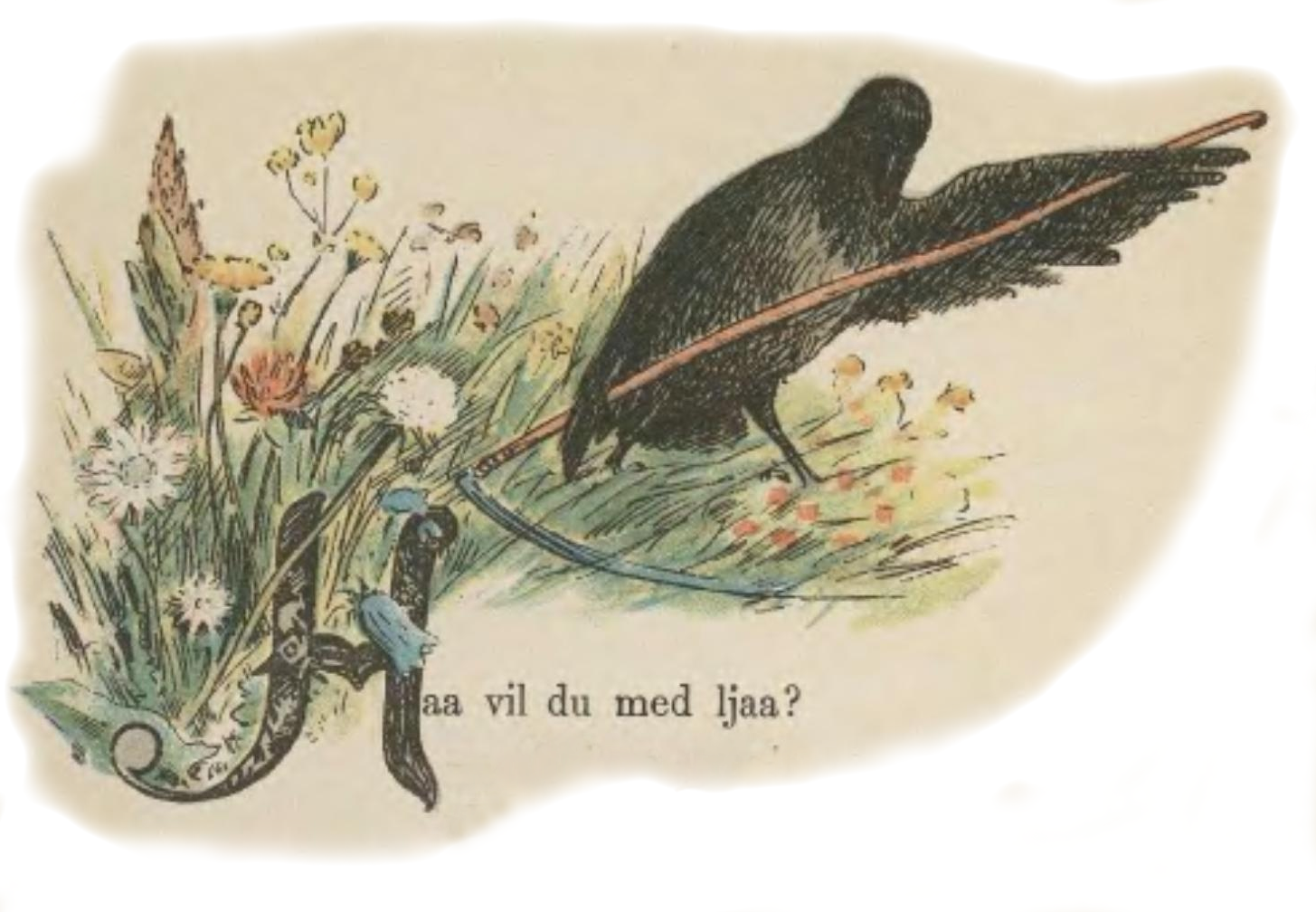
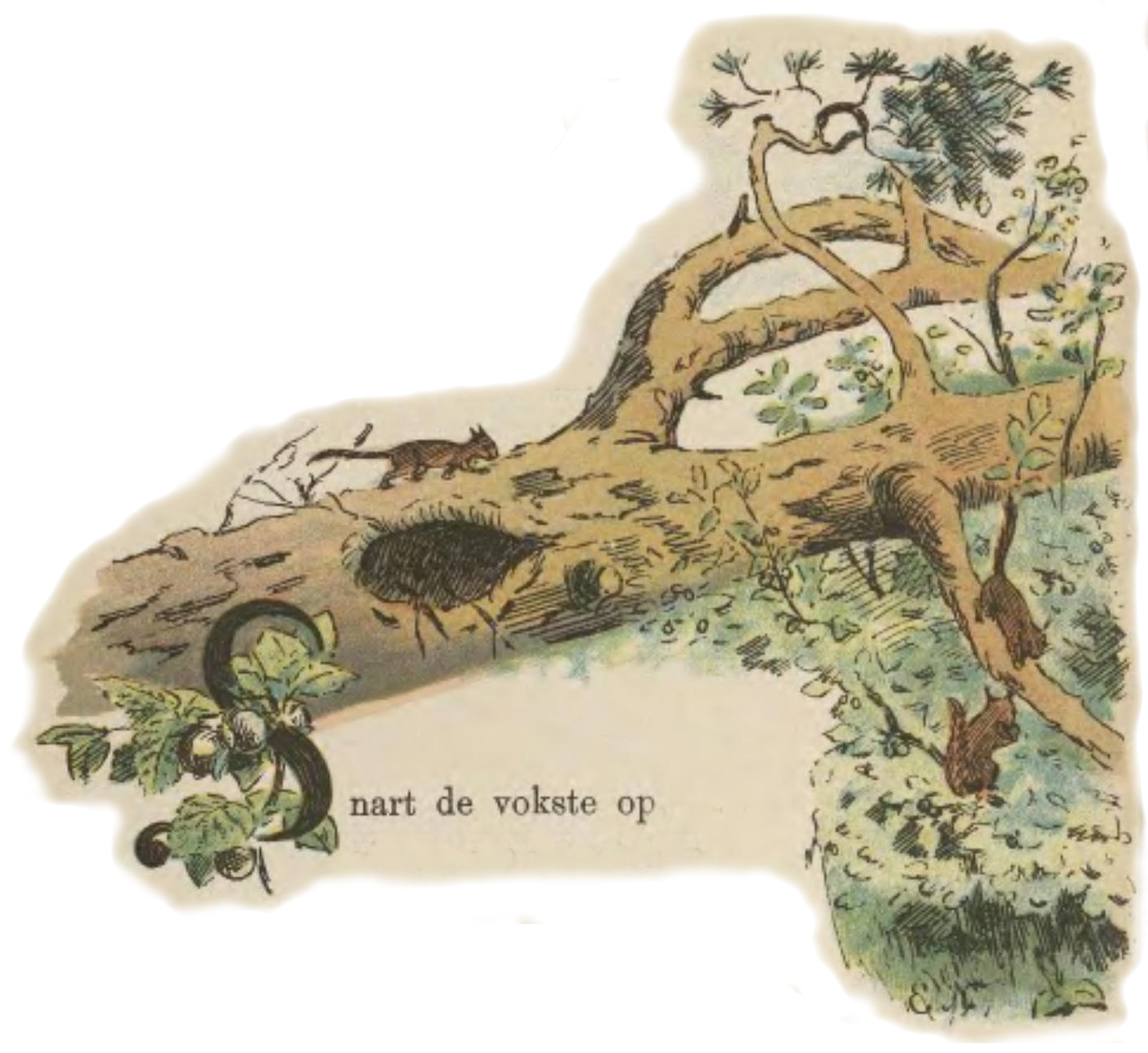
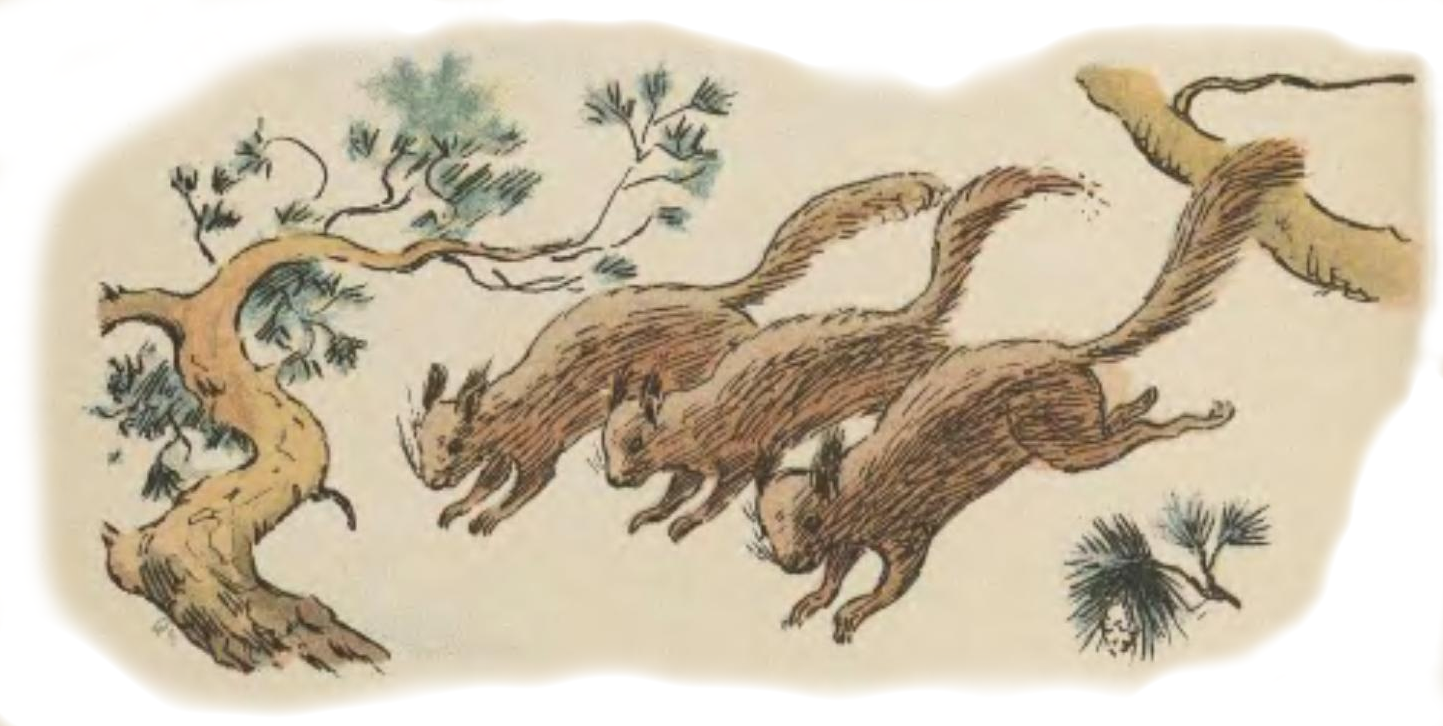